# Vujašu
Vujašu je bil poglavar najvplivnejšega džurčenskega plemena Vanjan, ki je leta 1115 ustanovilo dinastijo Džin, * 1061, † 1113. 
Bil je najstarejši sin poglavarja Heliba in starejši brat Agude, cesarja Tajdzuja, ustanovitelja in prvega cesarja dinastije Džin. Posmrtno je bil počaščen s tempeljskim imenom Kangdzong. 

## Življenje
Vujašu je bil rojen leta 1061 kot sin džurčenskemu poglavarju Heliba. Položaj poglavarja plemena Vanjan je nasledil od strica Jinggeja leta 1104. Jingge je umrl med osvajanjem Helandjana v današnji Severni Koreji. Kot poglavar je naslednje leto nadaljeval stričeve načrte podrejanje rivalskih džurčenskih plemen. Od Gorjea je zahteval, da mu preda 1800 beguncev, ki so pobegnili v korejsko kraljestvo. Gorjeo je proti njemu poslal svojega generala Im Gana, ki je bil poražen, in džurčenska vojska je vdrla preko korejske severne meje. Gorjeo je proti njen poslal generala Jun Gvana, a je bil tudi on premagan. Vujašu je po njegovem porazu podjarmil Džurčene v Helandjanu.  
Leta 1107 je Gorjeo poslal svojega delegata Hejhuanfangšija, da bi proslavil Vujašujev vzpon na položaj poglavarja plemena Vanjan. Delegat mu je obljubil, da mu bo Gorjeo predal džurčenske prebežnike. Korejci so namesto tega po prihodu v Gorjeo ubili Vujašujeva delegata Aguo in Vulinda Šengkuna in proti Džurčenom poslali pet velikih vojsk pod vodstvom Jun Gvana. Vojska Gorjea je uničila sto džurčenskih vasi in tam zgradila devet trdnjav. Vujašu je razmišljal, da bi opustil želje po  Helandjanu, vendar ga je njegov brat Aguda prepričal, naj proti Korejcem pošlju njunega brata Vosaja. Vosaj je nasproti devetih korejskih trdnjav zgradil  devet svojih in po enoletni bitki z velikimi izgubami osvojil dve trdnjavi. Gorjeu je ponudil premirje in dosegel poravnavo. Džurčeni so prisegli, da ne bodo napadali Gorjea in se umaknili iz devetih trdnjav. 
Vujašu je pomiril tudi porečje reke Sujfen in leta 1113 umrl. Nasledil ga je njegov mlajši brat Aguda.

## Sklica
1. ↑  Hoyt Cleveland Tillman; Stephen H. West (1995). China Under Jurchen Rule: Essays on Chin Intellectual and Cultural History. SUNY Press. str. 27–. ISBN 978-0-7914-2273-1.
2. ↑  Denis C. Twitchett; Herbert Franke; John King Fairbank (25. november 1994). The Cambridge History of China: Volume 6, Alien Regimes and Border States, 907-1368. Cambridge University Press. str. 221–. ISBN 978-0-521-24331-5.

## Vira
- Toqto'a (c. 1343). History of Jin. Zv. 1, 32, 63, 65, 135.
- The Northern Frontier

| Vujašu Rojen: 1061 Umrl: 1113 |                             |                  |
| Vladarski nazivi              |                             |                  |
| Predhodnik: Jingge            | Poglavar Vanjanov 1104–1113 | Naslednik: Aguda |